# Mark Leckey
Mark Leckey, né en 1964 à Birkenhead (Royaume-Uni), est un artiste contemporain britannique travaillant avec l'art du collage, la musique et la vidéo. Son art, principalement des ready-made et des pièces vidéo, intègre des thèmes comme la nostalgie et l'anxiété et fait appel à des éléments de la culture pop. Il est notamment connu pour Fiorucci Made Me Hardcore (en) (1999) et Industrial Light and Magic (2008), pour lequel il a remporté le prix Turner 2008.

## Biographie et carrière
Leckey est né à Birkenhead, Wirral, près de Liverpool, en 1964. Dans une interview accordée au Guardian en 2008, il a décrit comment il avait grandi dans une famille de la classe ouvrière et était devenu un « casual » dans sa jeunesse. Ses parents travaillaient tous les deux pour Littlewoods, un magasin de vêtements à Liverpool. L'école, dans son ensemble du Ellesmere Port dans le Cheshire, n'a pas été une expérience heureuse pour Leckey. Il a quitté l'école à 15 ans et, à 19 ans, est obsédé par l'apprentissage des civilisations anciennes. Il se décrit comme un autodidacte. Il suit les cours dans un collège d'art à Newcastle de 1987 à 1990, mais n'en profite pas,.
Leckey déménage à New York à la fin de 1995 et retourne à Londres en 1997, où il travaille pour l'agence de création de sites Web Online Magic. Lorsqu'il réalise la vidéo Fiorucci Made Me Hardcore (en) en 1999, il vit dans un petit appartement de Windmill Street, à Fitzrovia. Il forme le groupe DonAteller avec Ed Laliq et a son premier concert au 414 Club à Brixton. Enrico David et Bonnie Camplin sont plus tard membres du groupe. Il est professeur d'études cinématographiques à l'École Städel de Francfort-sur-le-Main, en Allemagne, de 2005 à 2009,.
Il vit dans le nord de Londres avec sa femme, Lizzie Carey-Thomas, conservatrice en art contemporain à la Serpentine Gallery, et leur fille.
Il expose aux côtés de Damien Hirst lors de l'exposition New Contemporaries (en) présentée à l'ICA en 1990, mais disparait ensuite avant de faire un "retour" avec Fiorucci Made Me Hardcore (en) en 1999. En 2004, il participe à Manifesta 5, la Biennale européenne d'art contemporain. En 2006, il participe à la triennale de la Tate. En 2013, Leckey effectue une tournée au Royaume-Uni pour son projet d'exposition The Universal Addressability of Dumb Things, commandé par la Hayward Gallery. À l'automne 2014, le centre d'art contemporain Wiels à Bruxelles organise une rétrospective en milieu de carrière consacrée à Leckey. L'exposition, intitulée Lending Enchantment to Vulgar Materials, est la plus grande exposition de Leckey à ce jour. Le titre provient d'une lettre de Guillaume Apollinaire, dans laquelle il affirmait que ce qu'il faisait avec le cinéaste Georges Méliès, c'était "donner de l'enchantement à des matériaux vulgaires",.

## Exposition et conservation
Son travail a été largement exposé à l'international, notamment par des expositions personnelles au Kölnischer Kunstverein de Cologne en 2008 et au Consortium de Dijon en 2007. Ses performances ont été présentées à New York au Museum of Modern Art, au Centre des arts Abrons, à l'Institute of Contemporary Arts de Londres, tous deux en 2009, et au musée Solomon R. Guggenheim, à New York, en 2008.
Ses œuvres sont conservées dans les collections de la Tate et du Centre Pompidou.